# Anatole Chauffard
Anatole Marie Émile Chauffard (Avignone, 22 agosto 1855 – Parigi, 1º  novembre 1932) è stato un medico francese.

## Biografia
Conseguì il dottorato nel 1882, e divenne médecin des Hôpitaux. Nel 1907 fu nominato professore di medicina interna presso la facoltà di Parigi. Fu membro della Académie de Médecine, e nel 1911 raggiunse la cattedra clinica presso l'Università Pierre e Marie Curie.
Chauffard è ricordato per le sue opere sulle malattie del fegato e la sua ricerca fisiopatologica della sferocitosi ereditaria.
Il suo nome è associato con le seguenti malattie:
- "Malattia Minkowski-Chauffard": anemia emolitica congenita con sferocitosi, splenomegalia e ittero. Chiamato con Oskar Minkowski (1858-1931).
- "Sindrome Troisier-Hanot-Chauffard": cirrosi ipertrofica con la pigmentazione della pelle e del diabete mellito. A volte chiamata con i seguenti nomi: emocromatosi primaria, diabete di bronzo, cirrosi pigmentosa. Chiamato con Victor Charles Hanot (1844-1896) e Charles Émile Troisier (1844-1919).

## Opere
- Cirrhose hypertrophique pigmentaire dans le diabète sucré. Revue de médecine, Paris, 1882, 2: 385-403. (with Victor Charles Hanot)
- Xanthélasma disséminé et symétrique, sans insuffisance hépatique. Bulletins et memoires de la Société medicale des hôpitaux de Paris, 1889, 3 sér., 6: 412-419.
- Des adénopathies dans le rhumatisme chronique infectieux. Revue de médecine, Paris, 1896; 16: 345. (con F. Ramon)
- Pathogénie de l’ictère congénital de l’adulte. La semaine médicale, Paris, 1907, 27: 25-29.
- Les ictères hémolytiques. La semaine médicale, Paris, 1908, 28: 45 and 49.
- Pathogénie de l’ictere hémolytique congénital. Annales de médecine interne, Paris, 1914: 1-17.